# Luan Patrick
Luan Patrick Wiedthäuper, mais conhecido apenas como Luan Patrick, (Carazinho, 20 de janeiro de 2002) é um futebolista brasileiro que atua como zagueiro. Atualmente defende o Estrela da Amadora.

## Carreira
Luan Patrick é um jogador que começou jogando futsal dos quatro aos noves anos em Carazinho, no Rio Grande do Sul. Aos nove anos ele começou a frequentar as categorias de base do Internacional. Dispensado do Internacional, ele foi para o time do Juventude, onde acabou ficando por pouco mais de dois meses. Durante esse período vários clubes demonstraram interesse, dentre eles o clube do Palmeiras, Fluminense e o Athletico Paranaense. Ao final acabou optando em ir para o clube do Athletico Paranaense, onde mais tarde, devido ao seu bom desempenho, chegou a Seleção Brasileira Sub-17, e foi campeão da Copa do Mundo Sub-17 de 2019.

### Athletico Paranaense
Estreio pelo clube profissional do Athletico Paranaense no dia 9 de fevereiro de 2020 conta o FC Cascavel  pelo Campeonato Paranaense de 2020, na qual, se sagrou campeão ao final do torneio.

### América
Em 12 de abril de 2022, o América acertou a contratação por empréstimo de Luan Patrick junto ao Athletico Paranaense, até o fim desta temporada.
Luan Patrick deixou o Coelho em 30 de novembro, o América-MG tentou renovação do empréstimo junto ao Furacão, porém os clubes não chegaram a um acordo. O zagueiro disputou 12 jogos com a camisa Rubro-verde.

## Títulos
Athletico Paranaense
- Campeonato Paranaense: 2020
- Copa Sul-Americana: 2021[6]

Seleção Brasileira Sub-17
- Copa do Mundo Sub-17: 2019